# Lithurgus scabrosus
Lithurgus scabrosus är en biart som först beskrevs av Smith 1859.  Lithurgus scabrosus ingår i släktet Lithurgus och familjen buksamlarbin. Inga underarter finns listade i Catalogue of Life.